# دوغالد ستيوارت ووكر
دوغالد ستيوارت ووكر (بالإنجليزية: Dugald Stewart Walker)‏ هو رسام توضيحي أمريكي، ولد في 1883 في ريتشموند في الولايات المتحدة، وتوفي في 1937.